# Kulstötning för herrar vid inomhusvärldsmästerskapen i friidrott 2022
Herrarnas kulstötning vid inomhusvärldsmästerskapen i friidrott 2022 hölls den 19 mars 2022 på Štark arena i Belgrad i Serbien. 18 tävlande från 15 nationer deltog. Samtliga tävlande fick göra tre stötar och de åtta med bäst resultat fick därefter göra ytterligare tre stötar.
Darlan Romani från Brasilien vann guldet efter ett mästerskaps- och sydamerikanskt rekord på 22,53 meter. Silvermedaljen togs av amerikanska Ryan Crouser som stötte 22,44 meter och bronset gick till Tomas Walsh från Nya Zeeland som tangerade sitt eget oceaniska rekord på 22,31 meter.

## Resultat
Finalen startade klockan 19:25.
| Placering | Idrottare              | Nationalitet            | #1      | #2      | #3      | #4      | #5      | #6      | Resultat          | Noteringar |
| --------- | ---------------------- | ----------------------- | ------- | ------- | ------- | ------- | ------- | ------- | ----------------- | ---------- |
| 1         | Darlan Romani          | Brasilien               | 21,74 m | 21,79 m | 22,53 m | 21,31 m | x       | 22,18 m | 22,53 m           | 0MR0, 0AR0 |
| 2         | Ryan Crouser           | USA                     | 22,44 m | 21,55 m | 21,86 m | 22,32 m | x       | 21,93 m | 22,44 m           |            |
| 3         | Tom Walsh              | Nya Zeeland             | 22,29 m | x       | 21,78 m | x       | x       | 22,31 m | 22,31 m           | 0=AR0      |
| 4         | Filip Mihaljević       | Kroatien                | 21,51 m | 21,05 m | x       | 21,83 m | 21,03 m | 21,81 m | 21,83 m           |            |
| 5         | Josh Awotunde          | USA                     | 20,74 m | 21,41 m | 21,70 m | x       | x       | x       | 21,70 m           |            |
| 6         | Zane Weir              | Italien                 | 21,34 m | x       | x       | x       | x       | 21,67 m | 21,67 m           | 0NR0       |
| 7         | Nick Ponzio            | Italien                 | x       | 21,15 m | x       | x       | 20,64 m | 21,30 m | 21,30 m           |            |
| 8         | Mesud Pezer            | Bosnien och Hercegovina | 20,64 m | 20,94 m | x       | x       | x       | 20,70 m | 20,94 m           | 0SB0       |
| 9         | Michał Haratyk         | Polen                   | x       | 20,42 m | 20,88 m |         |         |         | 20,88 m           |            |
| 10        | Konrad Bukowiecki      | Polen                   | 19,79 m | 20,79 m | x       |         |         |         | 20,79 m           |            |
| 11        | Asmir Kolašinac        | Serbien                 | 20,64 m | x       | x       |         |         |         | 20,64 m           |            |
| 12        | Wictor Petersson       | Sverige                 | 20,33 m | x       | x       |         |         |         | 20,33 m           |            |
| 13        | Bob Bertemes           | Luxemburg               | 20,10 m | x       | x       |         |         |         | 20,10 m           |            |
| 14        | Tomáš Staněk           | Tjeckien                | x       | 19,93 m | x       |         |         |         | 19,93 m           |            |
| 15        | Francisco Belo         | Portugal                | 19,87 m | x       | x       |         |         |         | 19,87 m           |            |
| 16        | Scott Lincoln          | Storbritannien          | 19,33 m | 19,45 m | 19,65 m |         |         |         | 19,65 m           |            |
| 17        | Andrei Toader          | Rumänien                | 19,10 m | 19,60 m | 19,33 m |         |         |         | 19,60 m           |            |
| 18        | Tajinderpal Singh Toor | Indien                  | x       | x       | x       |         |         |         | Ingen giltig stöt |            |